# راهشون تيرنر
راهشون تيرنر (بالإنجليزية: Rahshon Turner)‏ مواليد 10 مارس 1975 في نيوجيرسي، هو لاعب كرة سلة أمريكي. بدأ مسيرته الاحترافية في سنة 1998.

## المسيرة الاحترافية
لعب مع نادي دي لا بالما لكرة السلة في موسم 2000–2001، ثم لعب مع لو مان سارت باسكت في الدوري الفرنسي من سنة 2003 إلى 2005، ثم لعب مع بي سي إم جرافيلين من سنة 2005 إلى 2007، ثم لعب مع بارانجي جينبرا سان ميغيل في سنة 2008، ثم لعب مع منورقة لكرة السلة في الدوري الإسباني في موسم 2009–2010.

## روابط خارجية
- راهشون تيرنر على موقع الدوري الأوروبي لكرة السلة (الإنجليزية)
- راهشون تيرنر على موقع كرة السلة الأوروبية.كوم (الإنجليزية)
- راهشون تيرنر على موقع كلية كرة السلة في سبورتس رفرنس.كوم (الإنجليزية)
- راهشون تيرنر على موقع ريلجم (الإنجليزية)
- راهشون تيرنر على موقع بروبوليرز (الإنجليزية)
- راهشون تيرنر على موقع سبورتس رفرنس (الإنجليزية)